# محمد عبده صالح
محمد عبده صالح (1916 - 8 يوليو 1970) هو عازف مصري، وأحد أشهر العازفين على آلة القانون.

## حياته ونشأته
ولد في القاهرة مصر في سنة 1913 وتوفي في سنة 1970، حياته كانت حافلة بالعطاء في زمن النغم الأصيل ، نشأ بين أسرة عاشقة للموسيقى، تعلم في الجامع الأزهر، وهو قائد الفرقة الموسيقية التي تصاحب أم كلثوم، ورائد فرقة الموسيقى العربية، والحائز على أكبر مجموعة أوسمة ونياشين من مصر و البلاد العربية.

## مسيرته
تأثر محمد عبده صالح منذ بداية شبابه بالاستماع إلى تسجيلات محمد العقاد، من أشهر عازفي القانون، بدأ حياته الفنية، مع ظهور كل من محمد عبد الوهاب وأم كلثوم، وقّعت أم كلثوم في 1937 عقد حفلاتها الحية مع الإذاعة المصرية، فتحول محمد عبده صالح، منذ ذلك الزمن المبكر، وحتى يوم وفاته، إلى عضو ثابت في فرقة أم كلثوم الموسيقية.